# Ilıcaköy, Döşemealtı
Ilıcaköy là một xã thuộc huyện Döşemealtı, tỉnh Antalya, Thổ Nhĩ Kỳ. Dân số thời điểm năm 2011 là 431 người.